# Paleolítico medio
El Paleolítico medio es el segundo de los periodos en que está dividido el Paleolítico, la etapa inicial de la Edad  de Piedra. Se caracteriza por el predominio de una tradición lítica denominada musteriense, que utiliza la técnica de talla llamada método Levallois o modo técnico 3, que consiste en obtener una o varias lascas de forma predeterminada, a partir de una preparación particular del núcleo. Es un periodo mucho menos extenso que el anterior (el Paleolítico inferior) y abarca aproximadamente entre los años 325 000 -300 000 antes del presente (AP) y 40 000-30 000 AP.
El Paleolítico medio coincide con la mayor parte del Pleistoceno superior o Tarantiense, hasta más o menos la mitad de la última glaciación, la de Würm-Wisconsin. Es también la época del Homo neanderthalensis, que desde Europa se extendió por Oriente próximo y buena parte de Asia central.

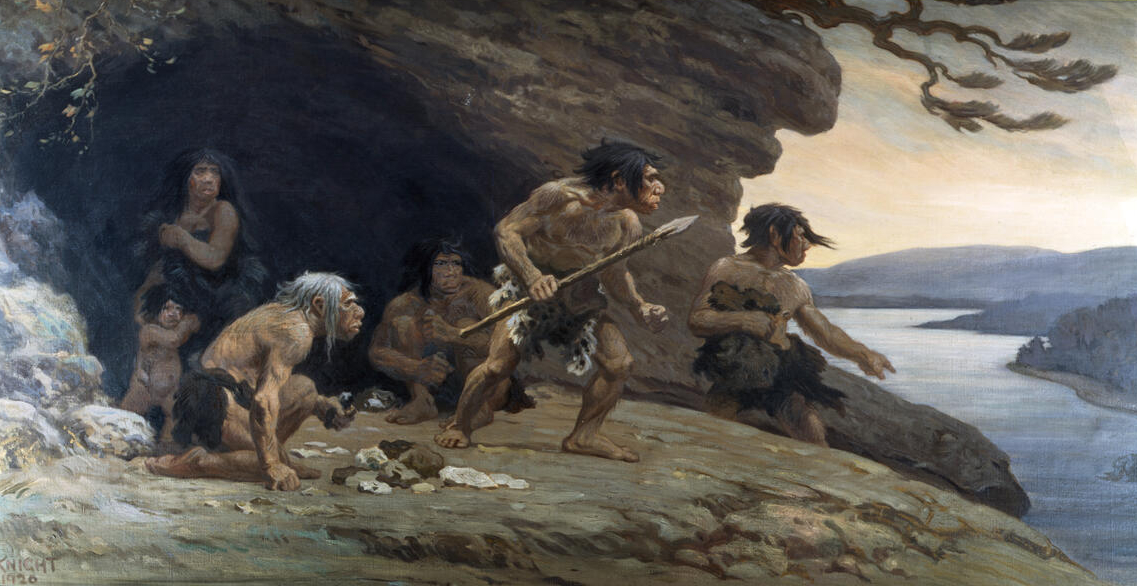
Reconstrucción pictográfica de un grupo neandertal.

## Visión lineal
Inicialmente, el Paleolítico medio fue definido por la existencia del homo neanderthalensis, especie de la cual se suponía estaba en la línea de evolución del género Homo hacia el Homo sapiens. Pero la realidad ha resultado más compleja y, a tenor de los datos actuales, H. neanderthalensis no antecedió a H. sapiens, sino que fue una especie de origen europeo que durante 150 000 años tuvo una existencia paralela al H.sapiens, originario de África y contemporáneo suyo. Se ha encontrado en el valle del río Omo, al sur de Etiopía, un fósil de Homo sapiens, Omo I, que data de hace 195 000 años. Además, se ha demostrado que en Asia oriental el Homo erectus sobrevivió en un área extensa mientras las otras dos especies se dispersaban por el planeta, dando origen además, en ciertas áreas de la actual Indonesia, a una cuarta especie, Homo floresiensis, con una adaptación especializada a los bosques.
No hubo pues un proceso lineal de evolución y la visión inicial del Paleolítico medio resultó ser básicamente europea, verificable solamente en aquellas áreas donde el H. sapiens remplazó al H. neanderthalensis tardío, es decir en Europa y el oeste de Asia hasta Irán y Uzbekistán, pero no en el resto del continente asiático ni mucho menos en las regiones de África donde surgió el H. sapiens.

## Transición

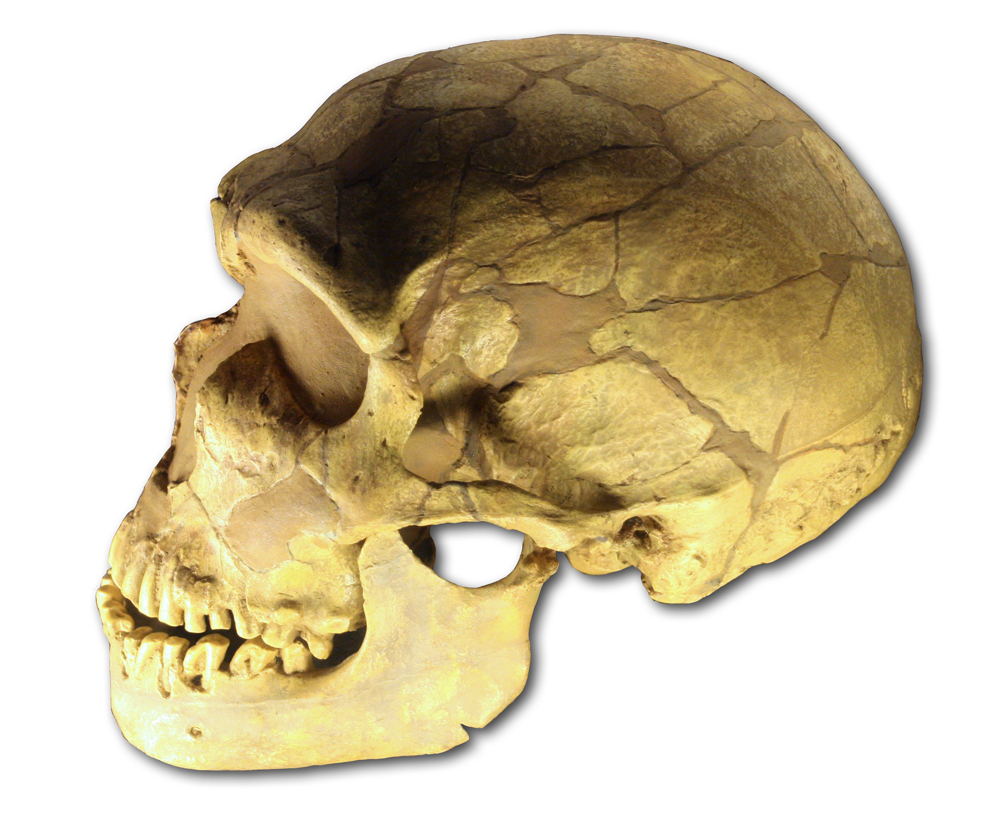
Reconstrucción del cráneo de un H. neanderthalensis de la cueva de La Ferrassie, Francia.

El cambio cultural característico del Paleolítico medio coincidió con la aparición y expansión de una nueva especie de Homo, H. neanderthalensis, descendiente del Homo heidelbergensis. Este último hominino dominaba el escenario europeo desde hace por lo menos 500 mil años y hasta hace unos 150 mil. Los utensilios asociados con los fósiles del H. heidelbergensis consisten básicamente en "piedras de cortar" y algunas herramientas de lascas como puntas y raspadores de madera, hueso y astas, siendo los iniciadores de esta técnica. El bifaz, también llamado hacha de mano, formaba parte de su equipamiento tecnológico: de grandes dimensiones, está tallado por ambas caras y su utilidad era muy diversa, sirviendo tanto para curtir pieles como para trabajar la madera. Parece ser que se organizarían en pequeños grupos con una cierta cohesión social, ya que se conocen mandíbulas totalmente desdentadas, lo que indicaría que el individuo, tras perder su dentadura, siguió viviendo y comiendo gracias a la ayuda de sus congéneres. No hay dudas acerca de sus capacidades cinegéticas, ya que se han encontrado lanzas de madera de 400 000 años de antigüedad en Schöningen asociadas a esta especie y a diversos mamíferos cazados. También se ha detectado una conducta diferencial a la hora de tratar los cadáveres, como lo prueba el yacimiento de la Sima de los huesos, interpretado como un acto funerario consciente y ritualizado realizado hace unos 300 000 años.
En África es evidente un cambio en el trabajo de las herramientas datadas a partir de 600 000 AP: son menos gruesas, más simétricas y mejor pulidas, con respecto a las anteriores de características achelenses. Estos cambios coincidirían con la datación de 630 000 AP estimada para el espécimen fósil encontrado en Bodo. Actualmente se discute si este individuo africano pertenecería a H. heidelbergensis o si sería diferente y se trataría de un Homo rhodesiensis, especie de la cual se han encontrado otros restos en una docena de lugares de África, cubriendo el periodo entre los 630 y 160 mil años AP.

## Panorama africano
Empieza a reconocerse la especificidad de la Edad de Piedra intermedia (Paleolítico medio) en África. En Kenia (Guomde, Malewa Gorge, Kapthurin, Kapedo Beeds) y Etiopía (Gademotta) se han encontrado los útiles más antiguos de este periodo. En las cercanías del Lago Eyasi (Tanzania) fueron encontrados fósiles de por lo menos dos individuos designados en 1939 como Africanthropus njarasensis, asociados con una industria del tipo levallois que se ha datado en 250 000 años AP y que varios expertos clasifican ahora como perteneciente al H. rhodesiensis.
Pero este periodo también coincide con los restos más antiguos del Homo sapiens. La industria lítica fauresmithiense, descubierta en la localidad de Fauresmith (Sudáfrica), consta de bifaces, hendidores, raederas y lascas levallois. Probablemente de ella derivaron las industrias stillbayense y de Howieson's Poort, ampliamente extendidas por la región del río Klasies, en la provincia del Cabo. Se caracterizan por artefactos líticos como puntas foliáceas, lanceoladas y pequeños bifaces, así como por la presencia de arte y adornos en la forma de conchas perforadas y pintadas con líneas rojas (datadas sobre 75 000 AP) y piezas de arcilla con grabados geométricos (hacia 70 000 AP).
La industria denominada sangoense consta de piezas sobre lasca, talladas mediante el método levallois, así como útiles macrolíticos, como piezas bifaciales, picos y hachas, a menudo triangulares. Fue identificada en 1920 en Sango Bay, en la orilla oeste del lago Victoria (Uganda). El yacimiento de Kalambo Falls, en Zambia, contiene una secuencia con estratos sangoenses datables entre los 100 000 y los 80 000 años de antigüedad, pero esta industria podría remontarse más allá de hace 200 000 años.
En los oasis de El Fayum y Kharga, en Egipto, y en el Magreb se han encontrado también herramientas levalloisienses. Además, en esta región del norte de África hay evidencias de industria musteriense, como en la cueva de Taforal (Marruecos) y, en algún caso, restos de H. neanderthalensis, como en la cueva de La Cabililla, cerca de Ceuta (España), que demuestra que los neandertales eran capaces de cruzar el estrecho de Gibraltar.

## Horizonte musteriense

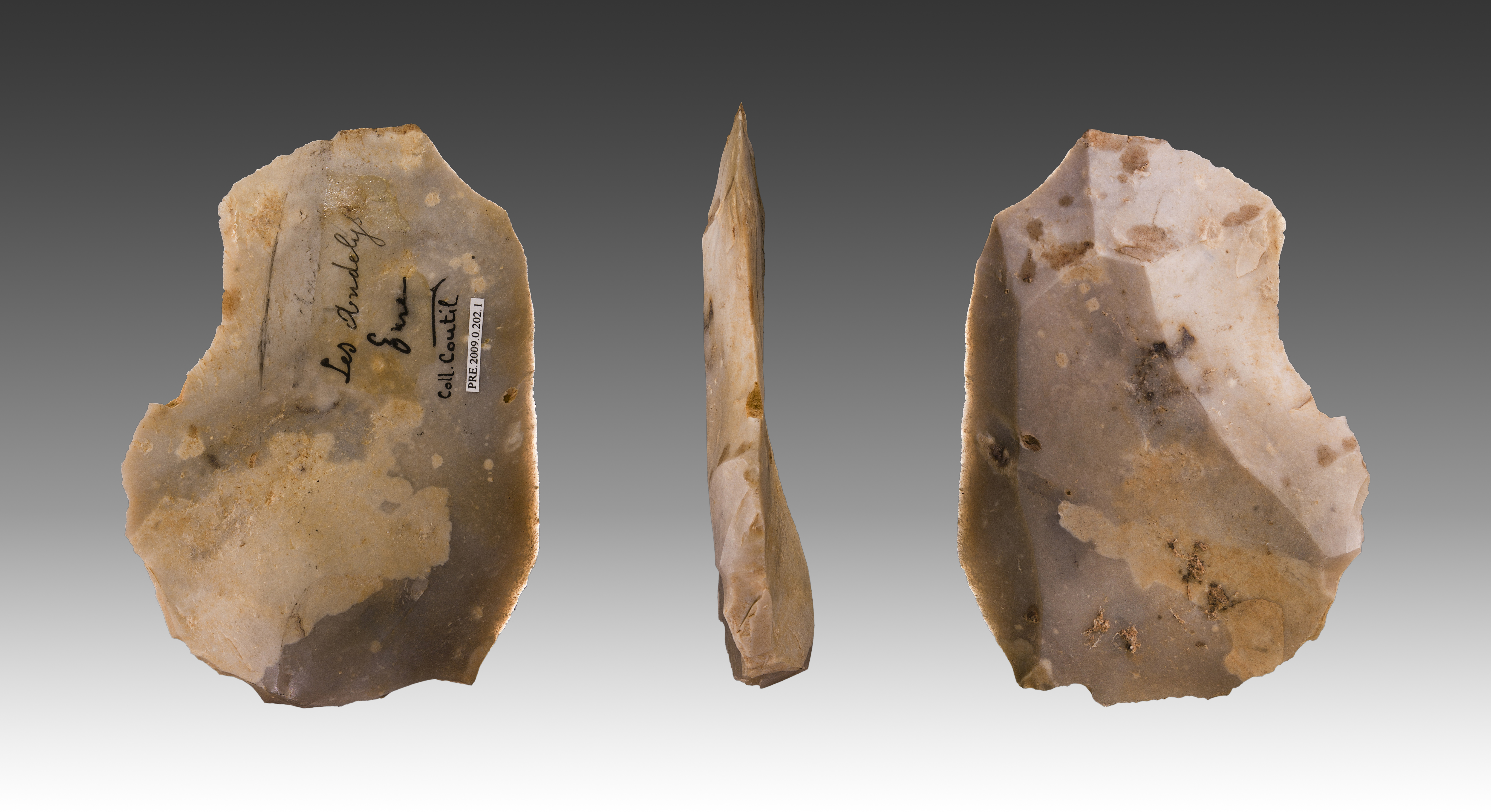
Diferentes vistas de una lasca obtenida mediante el método Levallois.

El complejo tecnológico/estilístico denominado industria musteriense o modo técnico 3 se caracteriza por una técnica de talla lítica, el método Levallois, cuya existencia ha sido constatada a finales del periodo anterior, pero que en este se generalizó. Consistía en preparar un núcleo para obtener cortantes y gruesas lascas a base de realizar muescas directamente sobre el sílex. Los artefactos obtenidos así presentan una clara homogeneidad dentro de las diversas variaciones tipológicas, que aumentaron con respecto al periodo anterior, apreciándose también una mayor especialización de las herramientas. Los instrumentos típicos son raederas, denticulados, raspadores, buriles, puntas triangulares grandes, puntas con retoques en los bordes y retocados por compresión. Son característicos los elementos con mangos. Las herramientas se obtuvieron usando martillos de percusión blandos, de hueso o madera. Asimismo, aparecen bifaces de pequeño tamaño tipo achelense.
El prehistoriador François Bordes clasificó los artefactos musterienses en cuatro tipologías:
- Musteriense de tradición achelense, con la presencia de bifaces;
- Musteriense típico, casi sin bifaces, con pocos denticulados y muchas raederas y puntas;
- Charentiense, con pocos denticulados y diversidad de raederas;
- Musteriense de denticulados, con gran cantidad de denticulados.[25]

El musteriense ha sido tradicionalmente relacionado con la expansión del hombre de Neanderthal por Europa y áreas africanas y asiáticas vecinas. La nueva técnica de talla implicaba una capacidad de planificación inexistente en etapas anteriores. Coincidiendo con esta nueva técnica aparecen en el registro fósil los primeros encéfalos con 1400 cm³ de volumen. También se detecta una cierta continuidad tecnológica (con diversas variantes regionales) entre Europa, África y Asia hasta la actual India, lo que presupondría la existencia de contactos culturales a través de estos continentes. Y quizás también genéticos, ya que los poblaciones humanas debían ser tan pequeñas que tendrían que formar ocasionalmente agrupaciones mayores con el objeto de intercambiar hombres o mujeres entre sí para equilibrar sus poblaciones. No solamente los neandertales fabricaban artefactos musterienses sino que los H. sapiens descubiertos en los yacimientos de Skhul y Qafzeh (Israel) y datados en unos 100 000 años de antigüedad también lo hacían, lo que demostraría que compartían con los neandertales ciertos aspectos culturales. La época de los neandertales ocuparía entre los 127 000 y los 40 000 años AP, además de un periodo de convivencia con el H. sapiens que habría durado hasta hace menos de 30 000 años, cuando los primeros desaparecieron completamente.

## Homo neanderthalensis
Los neandertales medían 1,60-1,70 m de media, su tronco era ancho, con grandes caderas pero cortos antebrazos y piernas, pesando un promedio de unos 70-80 kg. Tenían unos prominentes arcos supraorbitarios, la frente plana, el cráneo proyectado hacia atrás, una gran cavidad nasal, potentes mandíbulas, huesos de la cara y nariz formando una cuña y carecían de mentón. Su capacidad encefálica estaría en 1500 cm³ de media, por tanto mayor que la del H. sapiens. No eran altos pero sí musculosos. El color de su piel sería muy blanco, ya que evolucionaron en latitudes altas. Es posible que fueran capaces de poseer un lenguaje hablado ya que un fósil hallado en la cueva de Kebara (Israel) presenta un hueso hioides (el que soporta la laringe) de tipo moderno. Estudios genéticos efectuados sobre los restos de la cueva del Sidrón (Asturias, España) han aportado como evidencia el gen que nos permite hablar a nosotros, el FoxP2. Su desarrollo fisiológico era similar al del H. sapiens, naciendo con una madurez parecida y creciendo de manera igual.
Aparte de nuestra propia especie, el mayor número de fósiles conocido del género Homo corresponde al H. neanderthalensis: al menos 206 ejemplares, pero no todos completos. Muchos de ellos muestran enfermedades y traumatismos a los que no habrían podido sobrevivir sin la ayuda del grupo al que pertenecieron. Esta relativa abundancia motivó a Erik Trinkaus a elaborar un estudio paleodemográfico en el cual se observó que más del 40 % había fallecido antes de los cinco años, un 25 % entre los 20 y los 40 años y solo un 6 % después de los 40, teniendo una esperanza de vida al nacer de menos de 30 años. Esta alta mortalidad sería la consecuencia de unas condiciones de vida muy duras y estaría compensada en parte por una alta natalidad. Estos datos son criticados porque se trata de individuos pertenecientes a regiones muy diferentes y que vivieron en épocas separadas entre sí por miles de años. Además, hay investigadores como Juan Luis Arsuaga que creen que los grupos neandertales serían muy móviles y sus estancias en las cuevas limitadas en el tiempo; teniendo en cuenta que todos los fósiles menos cuatro fueron encontrados en cuevas, entonces el registro del que disponemos estaría muy sesgado.

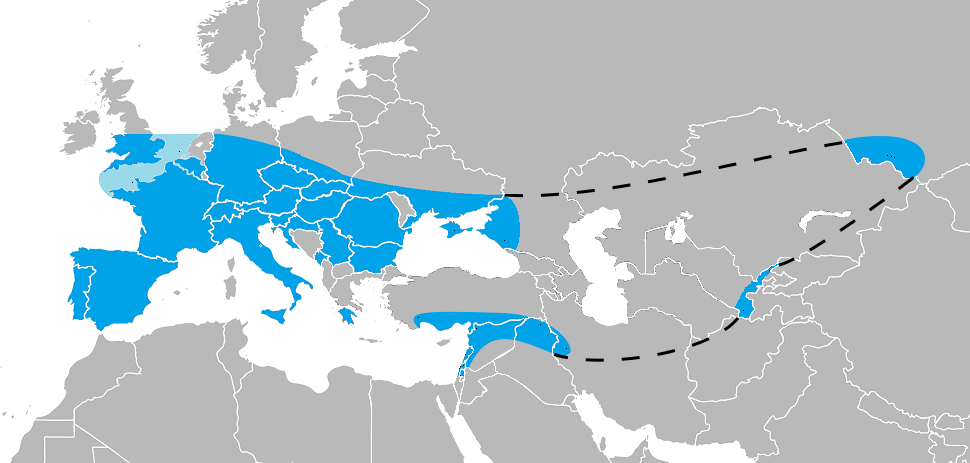
Mapa que refleja la expansión máxima conocida hasta ahora del Homo neanderthalensis.

Los neandertales compartían el territorio con una fauna muy diversa que, según los restos hallados en el yacimiento de la cueva de los Casares (Guadalajara, España), se correspondería con la de un clima de montaña relativamente frío: marmotas, castores, jabalíes, ciervos, caballos, rinocerontes de estepa, linces, leopardos, leones, lobos, hienas manchadas, osos pardos y osos de las cavernas. Con todos estos depredadores los neandertales tendrían que competir para conseguir su alimento. Serían cazadores potentes y dotados de una gran fortaleza física, que utilizarían lanzas de madera con puntas líticas y trampas. Practicarían una caza poco selectiva y oportunista, sin desdeñar las posibilidades que les brindara una carroña, tal y como actualmente ocurre todavía con algunos pueblos de cazadores-recolectores, como los hadza. Las presas vivas, las carroñas y lo que obtuvieran mediante la recolección, serían para ellos alternativas alimentarias complementarias.
Dominaban el fuego y su uso estaba generalizado, lo cual está atestiguado por los abundantes restos de hogares de muchos yacimientos, como la mencionada cueva de Kebara o el Abric Romaní (Barcelona, España). Enterraban a sus muertos en cuevas de manera consciente y planificada, acompañándolos en algunos casos de lo que se ha interpretado como ofrendas: restos animales, instrumentos líticos, flores o polvo de hematita. Aunque no todos los investigadores están de acuerdo, se les adjudican comportamientos simbólicos y funerarios, con cultos relacionados con sus muertos y/o con el cráneo de los osos. En yacimientos como el de Krapina (Croacia) se han detectado prácticas de canibalismo. Habitaban en cuevas y abrigos rocosos allí donde los había, apareciendo en algunos obras de acondicionamiento, así como zonas de trabajo y/o habitación específicas. También construían campamentos al aire libre cerca de áreas con abundante caza y agua, siendo el más conocido el de Molodova (actual Ucrania), donde se excavó una cabaña levantada íntegramente con huesos y colmillos de mamut. Según cada vez más autores, se podría afirmar que eran tan humanos como nosotros, en el sentido más espiritual, sentimental y mental del término.
Los últimos neandertales conocidos son de hace unos 32 000 años o algo menos y han sido hallados en las regiones de la península ibérica situadas al sur del río Ebro, que actuaría de frontera con los cromañones que ya por entonces ocuparían el área cantábrica y el resto de Europa. Algunas poblaciones neandertales sobrevivieron durante unos milenios a la expansión de los cromañones por Europa (hace unos 40 000 años) en zonas del Cantábrico, Francia, Italia o Bulgaria. Probablemente (aunque hay autores que no opinan así) a consecuencia de los contactos con H. sapiens desarrollaron una industria perteneciente ya al modo técnico IV, denominada por los franceses chatelperroniense. De igual manera, apareció entre estas poblaciones aisladas de sus congéneres el gusto por el adorno personal, evidenciado por la aparición de cuentas de collares y grandes cantidades de ocre rojo en yacimientos como el de la cueva del Reno, en Arcy-sur-Cure. Su extinción y sustitución por los humanos modernos coincidió con los últimos momentos (y los más duros) del Würm, cuando el litoral mediterráneo se convirtió en una estepa fría.

## Cronología Aproximada
- 130.000 A.P.: Aparece el hombre moderno (Homo sapiens sapiens) en el oriente y el sur de África.[36]
- 120.000 A.P.: Primeros enterramientos de seres humanos.[36]
- 90.000 A.P.: El Homo sapiens sapiens inicia la emigración de África hacia diferentes partes del mundo por una ruta a través del Oriente Medio.[36]
- 80.000 A.P.: El ser humano en Katanda (República Democrática del Congo) pesca grandes peces fluviales usando puntas de hueso, el aparejo de pesca más antiguo conocido.[36]
- 60.000 A.P.: 
  - El hombre moderno aprende a construir embarcaciones para adentrarse en el mar.[36]
  - Ritos funerarios complejos en Europa (hombre de Neandertal) y Oriente Medio (hombre moderno) sugieren creencias religiosas.[36]
- 60.000 - 40.000 A.P.: 
  - Invención de métodos de trabajar la piedra para producir, a su vez, otras herramientas. Uno de ellos consistía en arrancar de una piedra múltiples hojas laterales de sección triangular, con las que se fabricaban, con gran perfección, puntas de lanzas, cuchillos y otros muchos tipos de herramientas.[36]
  - Periodo de poblamiento de Australia y Nueva Guinea, llevado a cabo por navegantes del sudeste de Asia.[36]
- 50.000 - 30.000 A.P.: El ser humano comienza a crear y utilizar objetos simbólicos avanzados. Su expresión se refleja en el arte rupestre.[36]
  - 47.000 A.P.: De esta época data la flauta de hueso encontrada en la costa mediterránea de la Libia actual, considerada como el primer instrumento musical conocido.[36]